# Bundesautobahn 864
Bundesautobahn 864 (em português: Auto-estrada Federal 864) ou A 864, é uma auto-estrada na Alemanha.
A Bundesautobahn 864 tem 5 km de comprimento.

## Estados
Estados percorridos por esta auto-estrada: